# Oktyabrsky (huyện của Amur)
Huyện Oktyabrsky (tiếng Nga: ? райо́н) là một huyện hành chính tự quản (raion), của Tỉnh Amur, Nga. Huyện có diện tích 3328 kilômét vuông, dân số thời điểm ngày 1 tháng 1 năm 2000 là 23900 người. Trung tâm của huyện đóng ở Yekaterinoslavka.